# Gustave Kanappe

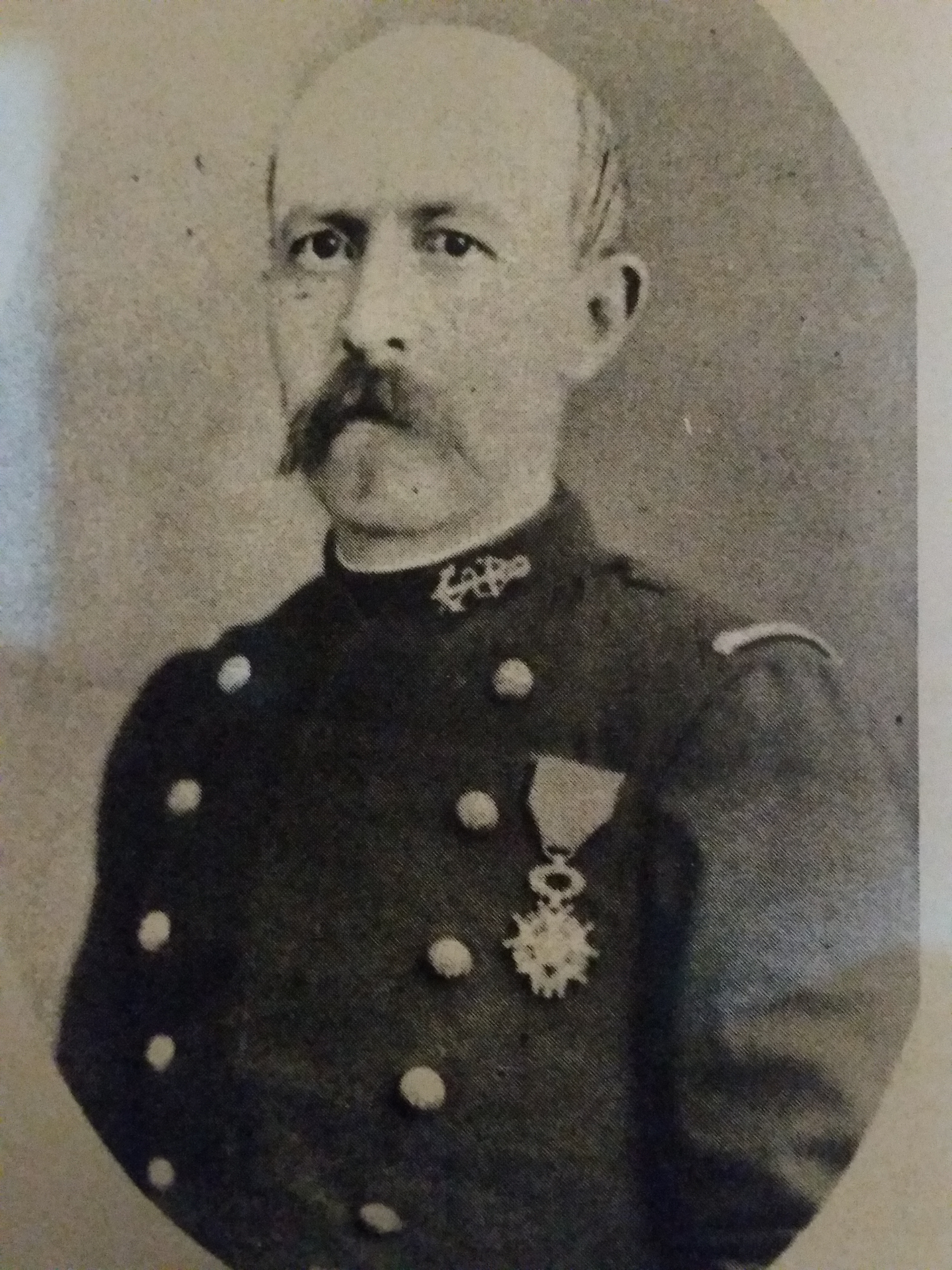
Gustave Kanappe à Toulon en octobre 1878.

Gustave Kanappe (Méréville, 24 janvier 1837 - La Ferté-Loupière, 13 février 1894) est un officier et explorateur français.

## Biographie
Issu d'une famille pauvre dont il est l'aîné de sept enfants, il s'engage comme soldat au 1er régiment d'infanterie de marine le 10 novembre 1858. Caporal de 2e classe (1er juin 1859) puis de 1re (23 octobre 1859) et caporal garde-magasin d'armement (15 avril 1860), il devient sergent de 2e classe le 31 décembre 1860 puis sergent-fourrier (22 septembre 1861) et sergent-major (7 juillet 1862). 
Adjudant sous-officier (28 mai 1864), il sert en Cochinchine (août 1864-juin 1866). Sous-lieutenant adjoint au Trésorier (25 octobre 1867) et à l'officier payeur (13 décembre 1869), il participe à des opérations en Guadeloupe (avril 1870-octobre 1870) et est nommé lieutenant le 24 août 1870. Il prend part à la Guerre de 1870 dans l'armée du Nord (octobre 1870-mars 1871) et est promu Capitaine dans l'infanterie de marine le 20 décembre 1870.
De septembre 1873 à décembre 1875, il sert de nouveau en Cochinchine. Envoyé en Nouvelle-Calédonie en 1878 après la grande insurrection canaque dont il attribue la responsabilité aux colons, il embarque ainsi sur la Victorieuse de Abel Aubert Dupetit-Thouars le 27 octobre 1878  à Toulon, passe à Port Saïd, Aden et Colombo et atteint Sydney le 16 janvier 1879. 
Sur un paquebot, le Wotanga, il gagne Nouméa le 27 janvier et loge dans un hôtel tenu par un ancien Communard. Il visite les centres pénitentiaires de l'île Nou et de la presqu'île Ducos puis passe plusieurs semaines de juin au poste d'Artaud qui commande le col de Nassirah avant d'être envoyé à Canala (juin) qu'il rejoint par le sentier de Thio.
Après quelques jours à Uaraï, il reste à Nouméa d'octobre 1879 à juillet 1880 puis est nommé à Hienghène où il doit créer un nouveau poste militaire. En quelques mois, il parvient à établir un fort, une caserne, une station télégraphique et une école. Il obtient le soutien du chef Philippe, fils de Bouarate. 
En novembre 1880, Kanappe explore le littoral entre Oubatche et Touho. Il passe en pirogue la Tao, la Pouai, la Panié, la Ouaième et la Tanghène et arrive au cap Colnett où se trouvent des cases du chef de la tribu des Ouébias puis visite les mines d'or de Galarino et passe à la cascade de Tao. Il voit aussi les Tours de Notre-Dame et, après une heure et demie de marche, atteint l'embouchure de la Tipindjé. Il traverse encore en pirogue la Tcheim et le vieux Touho et à pied, la Tiponite.
Vivant comme les autochtones, il prend contact avec les chefs des principales tribus (Ouébias, Panié, Kongouma etc.). Il remonte de même la rivière Hienghène et y admire les cultures. 
Félicité pour son travail par le gouverneur Courbet, Kanappe quitte la Nouvelle-Calédonie le 1er décembre 1881. Il embarque sur le Navarin et rejoint la France par le cap Horn en cent vingt-six jours. À son retour, il est nommé chef de bataillon (24 décembre 1882). 
Conseiller général républicain du canton de La Ferté-Alais (1886-1890), en 1890, Kanappe quitte l'armée et devient percepteur de l'Yonne à La Ferté-Loupière (30 juin 1890-13 février 1894). 

### Famille
Il épouse le 7 mai 1872 Marie Laure avec qui il a deux enfants : 
- Marguerite (1873-1952), décédée sans descendance ;
- Thérèse (1876-1960), épouse de Maxime Courtis (1873-1966) et mère entre autres de Christine Courtis (1904-2001)[10]. Cette dernière est l'auteure de l'ouvrage Après 1878 : les souvenirs du capitaine Kanappe, publié en 1984 à Nouméa par les Publications de la Société d'études historiques de la Nouvelle-Calédonie[11].

## Décoration
- Chevalier de la Légion d'honneur, 10 juin 1871, officier, 7 juillet 1887[12].

## Publication
- Sans armée, 1870-71 : souvenirs d'un capitaine, Charles-Lavauzelle, Paris, 1893